# Псебе (река)
Псебе (адыгск. Псыбэ— «много воды») — река в Краснодарском крае России, левый приток реки Нечепсухо.
Река берёт начало на западном склоне горы Фаше (813 м). Впадает в Нечепсухо севернее посёлка Новомихайловский. Длина реки — 24 км, водосборная площадь — 100 км².